# Thymus subcollinus
Thymus subcollinus — вид рослин родини глухокропивові (Lamiaceae), ендемік Туреччини.

## Поширення
Ендемік Туреччини.